# Liste der Einträge im National Register of Historic Places im Green Lake County

Lage des Green Lake County in Wisconsin

Die Liste der Einträge im National Register of Historic Places im Green Lake County in Wisconsin führt alle Bauwerke und historischen Stätten im Green Lake County auf, die in das National Register of Historic Places aufgenommen wurden.

## Legende
| NRHP | Historic Place    |
| HD   | Historic District |

## Aktuelle Einträge
| [ 2 ] | Name                                           | Bild                                           | Eintragsdatum        | Lage | Ort            | Beschreibung                                         |
| ----- | ---------------------------------------------- | ---------------------------------------------- | -------------------- | --- | -------------- | ---------------------------------------------------- |
| 0     | Beckwith House Hotel                           | Beckwith House Hotel                           | 1991 ID-Nr. 91001389 | 101 West Huron Street 43° 58′ 7″ N, 88° 56′ 48″ W                                                                                    | Berlin         | 1863 errichtetes Hotel                               |
| 2     | Nelson F. Beckwith House                       | Nelson F. Beckwith House                       | 1990 ID-Nr. 90000575 | 179 East Huron Street 43° 58′ 7″ N, 88° 56′ 35″ W                                                                                    | Berlin         |                                                      |
| 3     | Berlin Post Office                             | Berlin Post Office                             | 2000 ID-Nr. 00001248 | 122 South Pearl Street 43° 58′ 3″ N, 88° 56′ 51″ W                                                                                   | Berlin         |                                                      |
| 4     | Green Lake County Courthouse                   | Green Lake County Courthouse                   | 1982 ID-Nr. 82000672 | 492 Hill Street 43° 50′ 44″ N, 88° 57′ 38″ W                                                                                         | Green Lake     | Justiz- und Verwaltungsgebäude des Green Lake County |
| 5     | Green Lake Village Hall                        | Green Lake Village Hall                        | 2004 ID-Nr. 04000997 | 534 Mill Street 43° 50′ 46″ N, 88° 57′ 34″ W                                                                                         | Green Lake     |                                                      |
| 6     | Hamilton-Brooks Site                           |                                                | 1978 ID-Nr. 78000098 | südlich von der City of Berlin Adresse nicht veröffentlicht                                                                          | Town of Berlin |                                                      |
| 7     | Huron Street Historic District                 | Huron Street Historic District                 | 1992 ID-Nr. 92001140 | Huron Street zwischen Fox Road und 124 East Huron Street 43° 58′ 7″ N, 88° 56′ 51″ W                                                 | Berlin         |                                                      |
| 8     | Daniel and Catherine Ketchum Cobblestone House | Daniel and Catherine Ketchum Cobblestone House | 2001 ID-Nr. 01000397 | 147 East 2nd Street 43° 44′ 53″ N, 89° 8′ 23″ W                                                                                      | Marquette      |                                                      |
| 9     | J. P. Luther Company Glove Factory             | J. P. Luther Company Glove Factory             | 1997 ID-Nr. 97000267 | 139 South Pearl Street 43° 58′ 4″ N, 88° 56′ 53″ W                                                                                   | Berlin         |                                                      |
| 10    | McClelland-Kasuboski House                     | McClelland-Kasuboski House                     | 1998 ID-Nr. 98000878 | W404 West Hillside Road 43° 54′ 52″ N, 88° 54′ 7″ W                                                                                  | Berlin         |                                                      |
| 11    | Nathan Strong Park Historic District           | Nathan Strong Park Historic District           | 2005 ID-Nr. 05000423 | Abgegrenzt durch North Wisconsin Street, East Moore Street, North Swetting Street und East Huron Street 43° 58′ 10″ N, 88° 56′ 36″ W | Berlin         |                                                      |
| 12    | Princeton Downtown Historic District           | Princeton Downtown Historic District           | 1997 ID-Nr. 97000271 | südlich der West Main Street 43° 51′ 0″ N, 89° 7′ 52″ W                                                                              | Princeton      |                                                      |
| 13    | Thrasher's Opera House                         | Thrasher's Opera House                         | 1999 ID-Nr. 99000921 | 506 Mill Street 43° 50′ 40″ N, 88° 57′ 34″ W                                                                                         | Green Lake     | 1910 errichtetes Theater                             |
| 14    | Wisconsin Power and Light Berlin Power Plant   | Wisconsin Power and Light Berlin Power Plant   | 1992 ID-Nr. 92000157 | 142 Water Street 43° 58′ 10″ N, 88° 57′ 3″ W                                                                                         | Berlin         |                                                      |